# Broad Peak
Broad Peak (přeloženo do baltí Falčan Kangri) je dvanáctá nejvyšší hora světa a čtvrtá nejvyšší hora v Pákistánu. Broad Peak je součástí masívu Gašerbrum, který se nachází na hranici mezi Pákistánem a Čínou v pohoří Karákóram. Vrchol je vzdálen asi 9 km od druhé nejvyšší hory světa K2.

## Název
Hora nejdříve dostala od členů Godwin-Austenovy expedice jméno K3 jako další v pořadí po naproti stojící K2. Později si zeměpisci všimli, že vrcholová část měří půl druhého kilometru, a inspirovalo je to k přejmenování hory na Broad Peak, tedy anglicky Široký štít. Název Phalčan Kangri, pod kterým se hora objevuje i v českých pramenech, je doslovným překladem téhož do jazyka baltí; domorodci však dávají přednost názvu Fajčan Kangri, obvykle přepisovanému Faichan Kangri. Čínský název 布洛阿特峰 (pinyin Bùluòātè fēng, český přepis Pu-luo-a-tche feng) je už jen fonetickým přepisem anglického Broad, plus překlad slova peak (štít, fēng). Pro Číňany se tedy hora jmenuje Štít Broad.

## Vrcholy masívu Gašerbrum
| Gašerbrum I (Hidden Peak) | 8.068 m |
| Broad Peak                | 8.047 m |
| Gašerbrum II              | 8.035 m |
| Gašerbrum III             | 7.952 m |
| Gašerbrum IV              | 7.925 m |
| Gašerbrum V               | 7.321 m |
| Gašerbrum VI              | 7.003 m |

## Výstupy
Broad Peak má tři vrcholy – hlavní (8051m), centrální (8016m) a severní (7550m). Z vrcholů spadají čtyři stěny – jihozápadní kulminující na hlavním vrcholu, severozápadní lemovaná všemi vrcholy hory, severovýchodní spadající ze severního a centrálního vrcholu a východní[nedostupný zdroj] kulminující na centrálním a hlavním vrcholu.
První neúspěšný pokus o výstup zkusila německá expedice v roce 1954 v JZ stěně.
- 1957 – Poprvé vrchol této hory zdolali 9. června 1957 Fritz Wintersteller, Marcus Schmuck, Kurt Diemberger a Hermann Buhl (Buhl v 1.táboře), jediní členové rakouské horolezecké expedice. Jejich malá výprava se obešla bez kyslíkových přístrojů i bez podpory domorodých výškových nosičů, čímž o mnoho let předběhla vývoj horolezeckých expedic na osmitisícovky. Během prvního pokusu Rakušané vystoupili na předvrchol (Rocky Summit, 8035m) v domnění, kde zjistili, že skutečný vrchol hory je o 300m dál (ale pouhých 16m výše). Sestoupili a o týden později celý výstup zopakovali až na hlavní vrchol. Jejich výstup se stal klasickou nejpoužívanější cestou k vrcholu. Vede západním žebrem.
- 1975 – Polská expedice vystoupila poprvé na centrální vrchol hory. Jejich výstup sledoval klasickou trasu Rakušanů až pod sedlo mezi vrcholy. Pět horolezců vystoupilo na vrchol, ale tři z nich se zabili pádem během sestupu.
- 1982 – druhý a třetí výstup na hlavní vrchol se zdařil nejprve dvojici Jerzy Kukuczka a Wojciech Kurtyka a později Reinholdu Messnerovi se dvěma pákistánskými horolezci (Sher Khan a Nazir Sabir). Obě družstva postupovala alpským stylem klasickou cestou. Kukuczka s Kurtykou měli povolení k výstupu na K2, ale v permitu bylo napsáno, že z aklimatizačních důvodů mohou vystoupit na některé další nižší hory. Vzhledem k tomu, že všechny ostatní hory v Karákóramu jsou nižší než K2, vyložili si oba Poláci znění permitu po svém a během tří dnů podnikli rychlý výstup na Broad Peak. Na sestupu potkali Messnera s Pákistánci, který později taktně pomlčel o jejich výstupu.
- 1983 – Polky Krystyna Palmowska a Anna Czerwinska podnikly první čistě ženský výstup alpským stylem na osmitisícovku. Vylezli klasickou cestou a výstup ukončily na předvrcholu hory (8035m).

Ve stejné době Ital Renato Casarotto podnikl sólo prvovýstup obtížným severním pilířem na severní vrchol hory (7550m) alpským stylem.
- 1984 – Jerzy Kukuczka a Wojciech Kurtyka se vrátili k Broad Peaku a podnikli traverz všech tří vrcholů hory alpským stylem. Prostoupili novou cestou SZ stěnou na severní vrchol (2.výstup), z něj pokračovali na jih přes centrální vrchol (2.výstup) k hlavnímu (celkově 5.výstup) a sestoupili opět novou cestou JV hřebenem. (Přechod všech vrcholů hory zopakovali trasou Poláků ještě Japonci Toru Hattori, Toshiyuki Kitamura a Masafumi Todaka v roce 1995 a Španělé Alberto Iñurrategi, Juan Vallejo a Mikel Zabalza po výstupu S pilířem v roce 2010).

Ve stejné době Krzysztof Wielicki podnikl jednodenní sólovýstup klasickou cestou za 22 hodin. Podobným způsobem vylezl na vrchol i Benoit Chamoux v roce 1986 a Göran Kropp v roce 1994 (za 18,5 hodiny).
Kurt Diemberger vystoupil na Broad Peak podruhé po 27 letech od vlastního prvovýstupu.
- 1992 – 4. srpna Enric Dalmau Ferré, Òscar Cadiach, Alberto Soncini a Lluís Ràfols vystoupali na vrchol. Tato katalánsko-italská expedice jako první zdolala horu z čínské strany - vystoupali SV hřebenem hory k centrálnímu vrcholu a otevřeli tak novou cestu ke zdolání vrcholu.
- 1994 – Mexičan Carlos Carsolio otevřel novou cestu na Broad Peak Z žebrem a levou částí JZ stěny sólovýstupem.
- 2005 – Kazaši Sergej Samoilov a Děnis Urubko otevřeli cestu JZ stěnou.
- 2008 – Rusové Valerij Babanov a Viktor Afanasiev zlezli další obtížnou cestu v SZ stěně vlevo od klasické trasy. Postupovali alpským stylem.
- 2013 – 5. března Maciej Berbeka, Adam Bielecki, Tomasz Kowalski and Artur Malek z Polska dokončili první úspěšný zimní výstup na Broad Peak (klasickou cestou). Tomuto výstupu předcházela řada neúspěšných pokusů. Sám Berbeka už v roce 1988 vystoupil v zimě na předvrchol hory (8027m), ale následujících 25 let se nikomu jinému nepodařilo překonat závěrečný hřeben hory. Berbeka a Kowalski zemřeli během sestupu z vrcholu – oficiálně 6.3.2013.

### Výstupy českých horolezců
(všechny klasickou rakouskou cestou)
- 1986 – Josef Rakoncaj
- 2003 – Martin Minařík, Radek Jaroš, Petr Mašek
- 2005 – předvrchol tzv. Rocky Summit (8 035 m) – Roman Langr, Kamil Bortel
- 2007 – Zdeněk Hrubý, Radim Slíva a Pavol Lupták[3]
- 2012 – Zuzana Hofmannová, při sestupu zahynula
- 2014 – Libor Uher, Marek Novotný
- 2018 – Jan Matiášek
- 2024 -  Martin Ksandr a Pavel Burda